# Salle du Manège

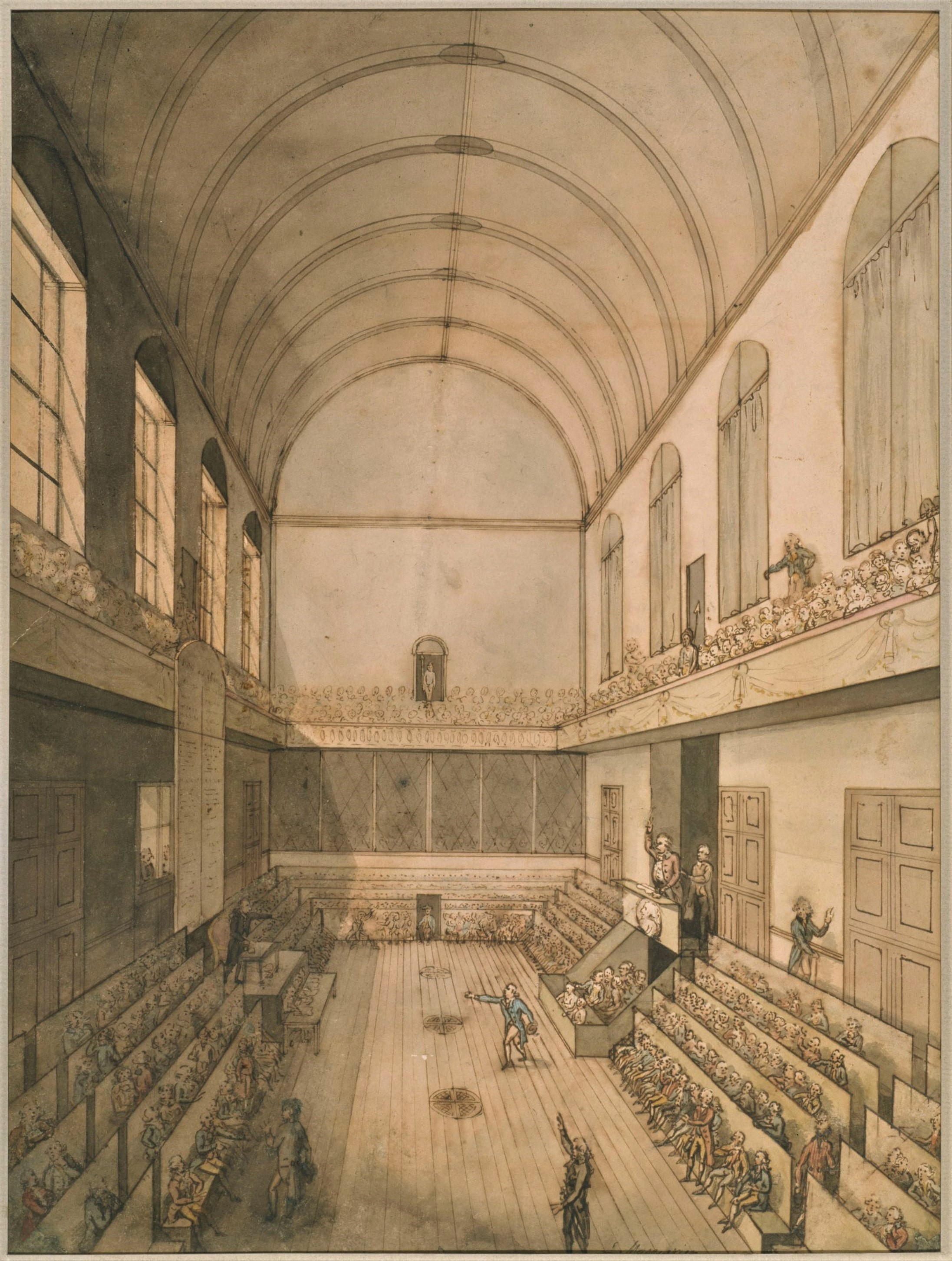
De Salle du Manège tijdens een zitting van de Nationale Vergadering

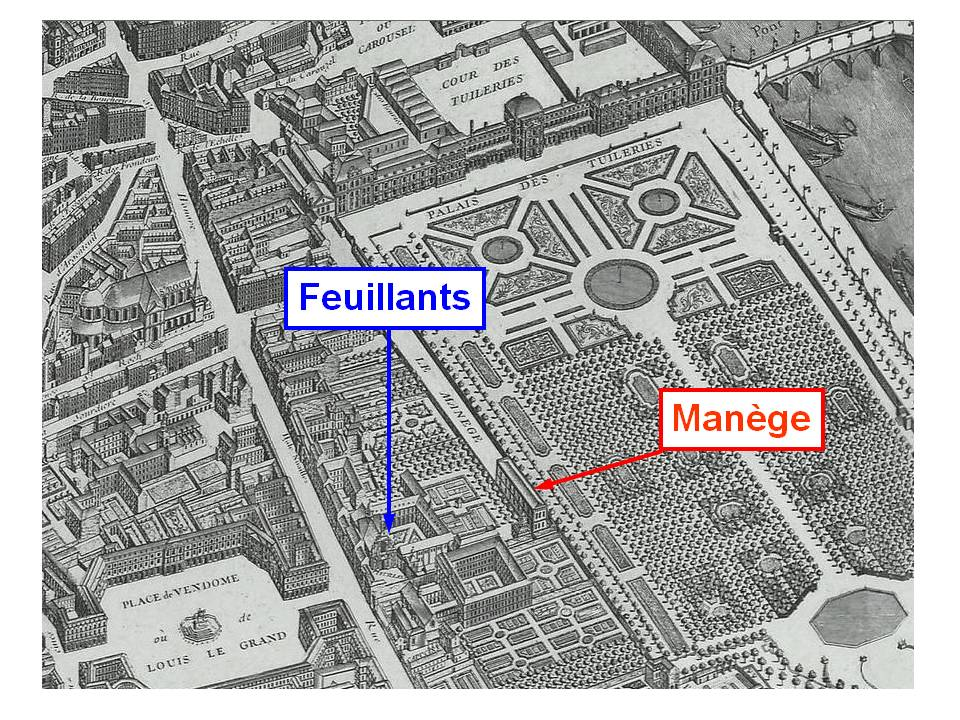
Locatie op het Plan de Turgot (1739)

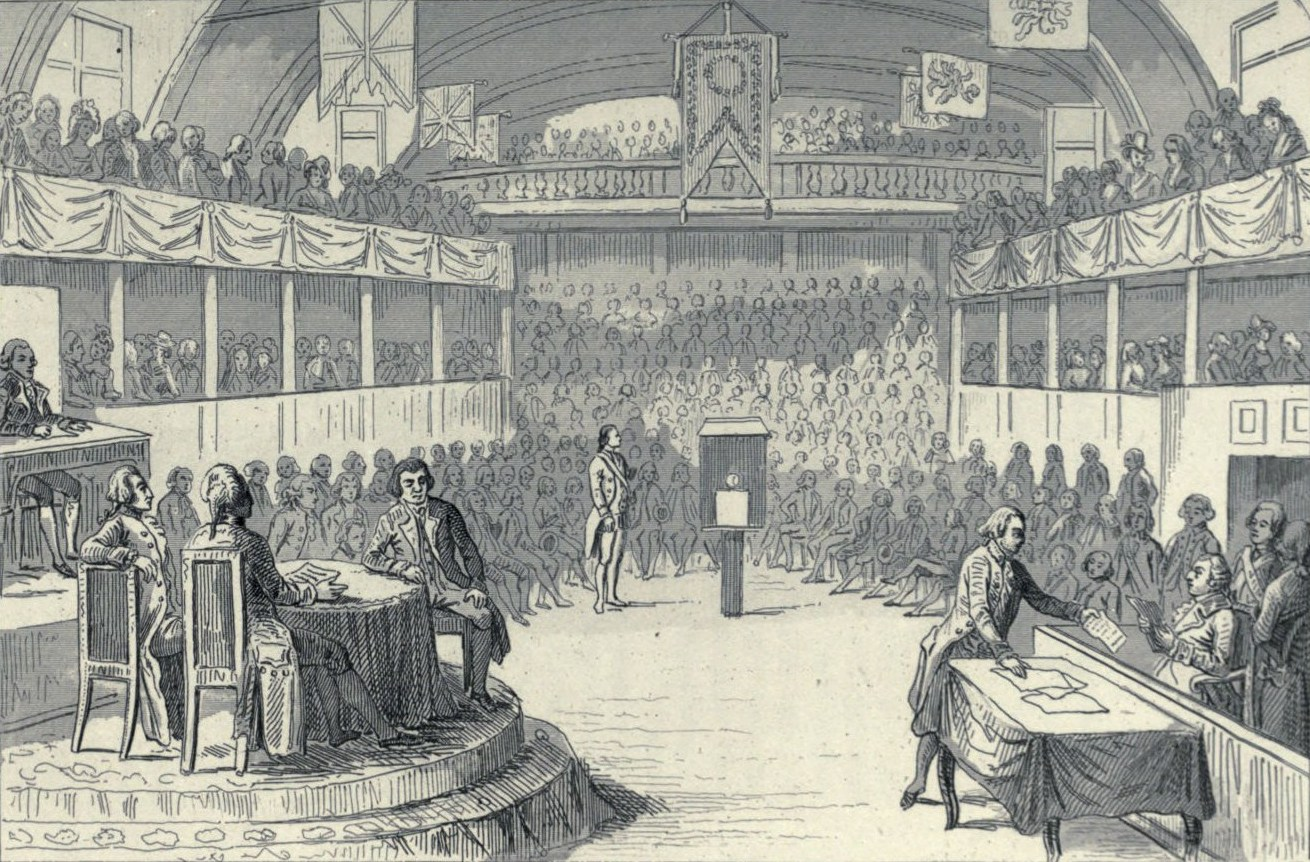
Ondervraging van Lodewijk XVI op 26 december 1796

De Salle du Manège was een koninklijke rijhal en nadien een parlementsgebouw in Parijs. Tijdens de Franse Revolutie was het de vergaderzaal van achtereenvolgens de Nationale Vergadering (1789-1792), de Nationale Conventie (1792-1793) en de Raad van Vijfhonderd (1795-1798). Om het gebouw en niet het interieur aan te duiden, spreekt het Frans van de Manège des Tuileries.

## Geschiedenis
Het gebouw werd van 1715 tot 1722 gebouwd voor de jonge koning Lodewijk XV, die er paard leerde rijden. De architect Robert de Cotte creëerde het 120 bij 20 meter lange gebouw aan de zijkant van de Jardin des Tuileries, niet ver van het Palais-Royal en het Tuilerieënpaleis. Het was een functioneel gebouw zonder opsmuk, dat een epicentrum werd van de Franse en de Europese rijkunst. Vanaf 1730 werden de rijlessen er gegeven door François Robichon de la Guérinière, grondlegger van de moderne rijkunst.
Kort na het uitbreken van de Revolutie dwong de Mars op Versailles koning Lodewijk XVI tot een verhuizing naar het Tuilerieënpaleis dichter bij zijn volk. De Nationale Grondwetgevende Vergadering volgde en vestigde haar zetel ook in de hoofdstad. In haar voorlopige onderkomen in het Aartsbisschoppelijk Paleis stortte een tribune in. De architect Pierre-Adrien Pâris maakte dus haast met de aanpassingswerken aan de Salle du Manège. In het lange smalle gebouw bracht hij zes rijen banken aan. De zaal, die op 9 november 1789 in gebruik werd genomen, had de geschikte hoogte om lucht te bieden zonder onverwarmbaar te zijn, maar kende een slechte akoestiek. De beperkte plaats voor het publiek bevond zich op de omringende galerij en in de loges aan de smalle zijden. In het nabijgelegen kapucijnenklooster werden de drukkerij en andere diensten ondergebracht, in het feuillantenklooster de archieven en de bibliotheek.
De Grondwetgevende Vergadering beëindigde haar activiteit na het aannemen van de grondwet van 1791, en werd op 1 oktober 1791 opgevolgd door de Wetgevende Vergadering. Tijdens de bestorming van de Tuilerieën op 10 augustus 1792 vluchtte de koninklijke familie naar daar. Ze kreeg er bescherming in een publieksloge, maar werd vervolgens opgesloten in de Tour du Temple. Met de Nationale Conventie trad een nieuw parlement aan, dat eveneens in de Salle du Manège zetelde en er op 21 september besloot tot de afschaffing van de monarchie. Ook het proces tegen Lodewijk XVI, dat tot zijn executie zou leiden, vond er plaats.
Op 9 mei 1793 verhuisde de Nationale Conventie naar de Salle des Machines van het Tuilerieënpaleis, symbool van de staatsmacht. De vrijgekomen manege stond enige tijd leeg en werd dan tijdens het Directoire vanaf 28 oktober 1795 gebruikt als vergaderzaal van de Raad van Vijfhonderd, de eerste tak van het Corps législatif. Op 21 januari 1798 verhuisde het parlement naar het Palais Bourbon, waar het nog zetelt. In het oude gebouw nam de Club du Manège zijn intrek, maar deze neojacobijnse vereniging was geen lang leven beschoren.
Tijdens een ingrijpende heraanleg van het Tuilerieënpark door Napoleon werd de Salle du Manège in 1803 gesloopt. Over de site is de Rue de Rivoli gebouwd, waar gedenkplaten herinneren aan de historische plek.